# GONZA
『GONZA（ごんざ）』は、2023年6月30日に公開された日本映画。千村利光監督作品。ベストブレーン配給。
佐藤マコトが、原案を務めたラブコメディである。
撮影は奈良県内で行われた。映画タイトルは奈良県の郷土料理「ごんざ」に由来し、劇中でも料理が重要な役割を果たす。
主題歌「リアル」は大黒摩季が書き下ろした楽曲で、上村侑と坂巻有紗がコーラスで参加している。

## あらすじ
異業種交流のために性別、宗教、国籍、障害の有無など様々な背景を持つ新入社員たちがとある研修センターに集められた。2週間の研修もあと3日になったとき、最終日に発表を行うチームになった5人の精神が入れ替わってしまう。5人は互いの悩みやコンプレックスと向き合っていく。

## スタッフ
- 監督 - 千村利光
- 脚本 - 千村利光[1]

## 出演
- 上村侑 - 鹿島拓海 全てが平均点で「普通」な主人公。ゲームオタク[3][4][5]。
- 坂巻有紗 - 北嶋ナディア 才色兼備なヒロイン。周囲から憧れられる女性であるが、他者の気持ちを理解できない[4]。
- 久住小春 - 伊藤英美里[3]
- 篠田諒 - 花村イバン[3]
- 鈴原ゆりあ - 王優[3][6]
- 小西貴大[1]
- 望月歩[1]
- 川井亘[1]
- 須賀由美子[1]
- 真弓[1]